# Sign of the Times
Sign of the Times är en låt av den svenska hårdrocksgruppen Europe och huvudspår på den sista singeln från skivan Out of This World. På singelns B-sida ligger låten Coast to Coast.
I Argentina släpptes den år 1989 under spansk titel: Signo del los Tiempos.
Låten är skriven av Joey Tempest, som har berättat att låten var en av de allra första som skrevs till projektet Out of This World.
Det sägs även att det var Ian Hauglands idé att börja låten med det mäktiga pianointrot.
Basisten John Levén har vid en intervju erkänt att Sign of the Times är en av hans personliga favoriter bland  Europes låtar.

## Musiker
- Joey Tempest - sång
- Kee Marcello - gitarr
- John Levén - bas
- Mic Michaeli - klaviatur
- Ian Haugland - trummor